# Grignolino d'Asti
Le Grignolino d'Asti est un vin rouge italien de la région Piémont doté d'une appellation DOC depuis le 29 mai 1973. Seuls ont droit à la DOC les vins rouges récoltés à l'intérieur de l'aire de production définie par le décret.
La fête du Grignolino se tient chaque année en mai à Portacomaro.

## Aire de l'appellation
Voir l'article Freisa d'Asti
La superficie plantée en vignes est de 419 hectares.

## Caractéristiques organoleptiques
- couleur : rouge rubis pâle avec tendance à l’orange s’il a vieilli.
- odeur : vineux, délicat.
- saveur : sec, légèrement tannique, agréablement et légèrement amer, avec un arrière-goût persistant.

Le Grignolino d'Asti  se déguste à une température de 16 – 17 °C et il se gardera 2 – 4 ans.
Il peut atteindre jusqu'à 13 degrés d'alcool.

## Association de plats conseillée
Hors-d’œuvre de charcuterie, potages aux pâtes et plats de pâtes relevées, fritures, volailles à la sauce tomate ou rôti.

## Production
Province, saison, volume en hectolitres :
- pas de données disponibles